# Tripogandra amplexans
Tripogandra amplexans är en himmelsblomsväxtart som beskrevs av Handlos. Tripogandra amplexans ingår i släktet Tripogandra och familjen himmelsblomsväxter. Inga underarter finns listade.